# Xylotoles nudus
Xylotoles nudus es una especie de escarabajo longicornio del género Xylotoles, tribu Parmenini, subfamilia Lamiinae. Fue descrita científicamente por Bates en 1874.

## Descripción
Mide 9-11,5 milímetros de longitud.

## Distribución
Se distribuye por Nueva Zelanda.